# ISO 639
ISO 639 er en international standard fastsat af ISO, der beskriver korte koder for navne på sprog.

## Standarden
Fra den officielle ISO hjemmeside kan man finde seks dele af standarden:
| Standard  | Navn (Koder til repræsentation af navne på sprog – ...)                       | Første udgave      | Nuværende  | Antal på listen |
| --------- | ----------------------------------------------------------------------------- | ------------------ | ---------- | --------------- |
| ISO 639-1 | Del 1: Alpha-2 kode                                                           | 1967 (som ISO 639) | 2002       | 184             |
| ISO 639-2 | Del 2: Alpha-3 kode                                                           | 1998               | 1998       | >450            |
| ISO 639-3 | Del 3: Alpha-3 kode for comprehensive coverage of languages                   | 2007               | 2007       | 7704            |
| ISO 639-4 | Del 4: Implementation guidelines and general principles for language coding   | 2010-07-16         | 2010-07-16 | (ikke en liste) |
| ISO 639-5 | Del 5: Alpha-3 kode for language families and groups                          | 2008-05-15         | 2008-05-15 | 114             |
| ISO 639-6 | Del 6: Alpha-4 representation for comprehensive coverage of language variants | 2009-11-17         | 2009-11-17 | ?               |